# Reiner Oliva

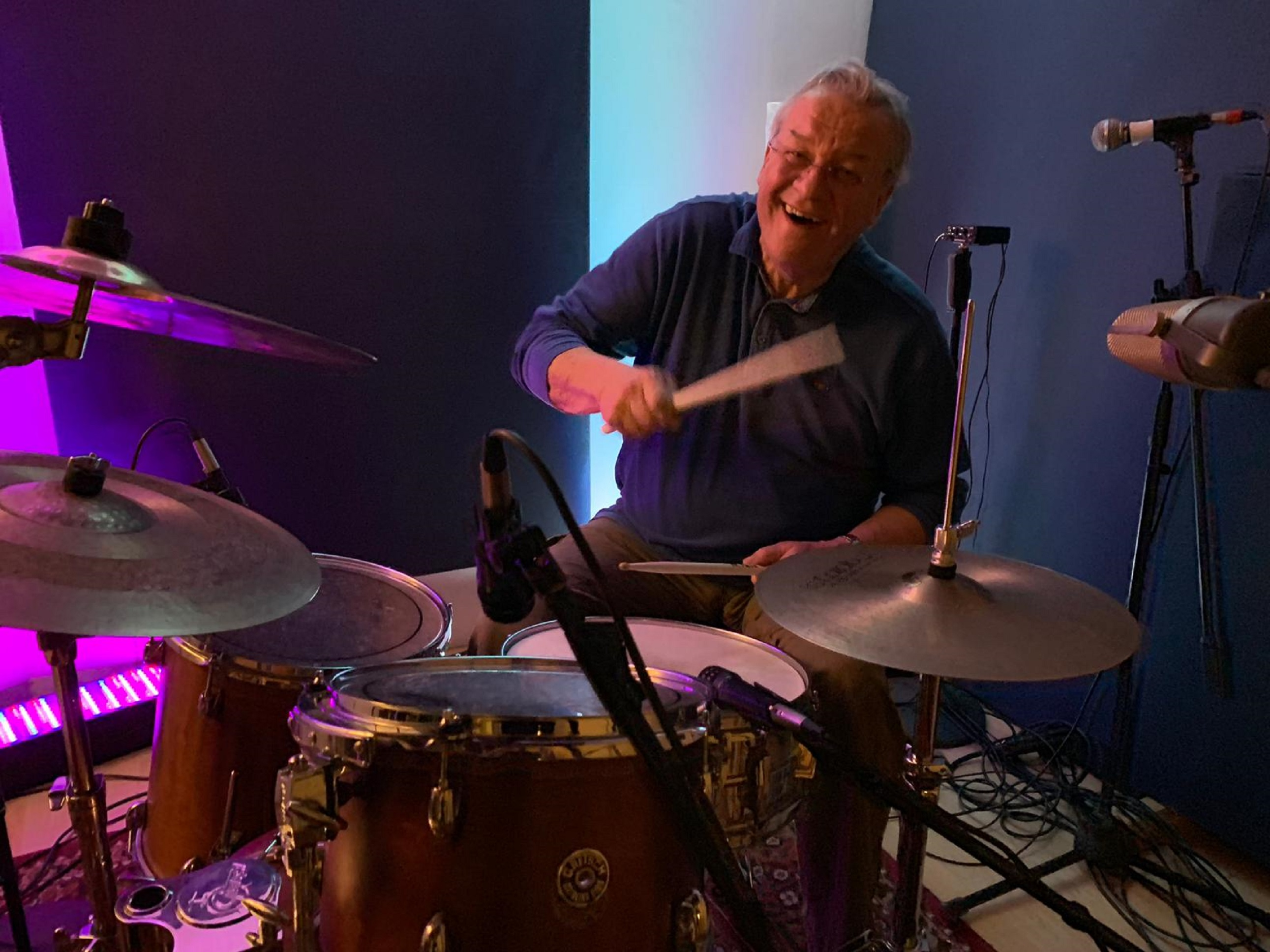
Reiner Oliva

Reiner Oliva ist ein deutschsprachiger Schlagzeuger und Sänger aus Göppingen.

## Werdegang
In jungen Jahren war Oliva mit den R&B Bands „Green Onions“ und „Just Four“ in amerikanischen Clubs in Baden-Württemberg unterwegs. Er war außerdem Schlagzeuger in den Rockbands „E pluribus Unum“ und „Dogs Road“ (u. a. mit Werner Dannenmann), die als Vorgruppe von Bands wie UFO, Golden Earring, Warm Dust und Black Sabbath auftraten.
Reiner Oliva absolvierte am Richard-Strauss-Konservatorium München und studierte gleichzeitig an der Jazzschool in München bei Joe Haider. Er gewann Preise bei Jazz- und Blues-Wettbewerben. Bis heute ist er Schlagzeuger in verschiedenen Bands.
Seit den 1980ern ist Reiner Oliva Schlagzeuglehrer an der Jugendmusikschule in Göppingen und Geislingen. Ehemalige Schüler sind heute namhafte Musiker in Bigbands und Orchestern bis hin zu Dozenten an Musikhochschulen (z. B. Eckhard Stromer, Carl-Michael Grabinger u. v. m.). Außerdem veröffentlicht er in Schlagzeuger-Zeitschriften wie Drums & Percussion zum Thema „Kreatives Üben“ und „Improvisation in Jazz-Workshops“.
Oliva war Mitgründer des Oliva-Musikverlages und ist Vorsitzender und Jurymitglied bei Jugend musiziert.

## Bands
Früher
- 1974 Reiner Oliva Group
- 1975 Moira
- 1976 Sworscht
- 1977 Jan Rigo - Quartett
- 1978 Mocca
- 1980 Martin Schrack Trio
- 1982 Remise-Bigband
- 1987 Ictus Reunion Big Band
- 1992 Martin Keller Quintett/Oktett
- 1995 Jazz 4 Fun[7]

Aktuell
- Oliva & Friends[8] (Schlagzeuger und Bandleader)
- Good Men of Swing (Schlagzeuger und Sänger)
- Kaos Plus Duo[9] (Schlagzeuger und Sänger)

## Veröffentlichungen
- 1993 - Martin Keller Quintett/Oktett[10]
- 1991 - Jeanette MacLeod With The Frieder Berlin Swing Project – The Voice Of Swing[11]
- 1997 - Regina Büchners Jazz 4 Fun - Where is the Exit[12][13]
- 2014 - KAOS plus DUO - Live in Stuttgart DVD[14]
- 2020 - KAOS Plus DUO - Bluatsbrüder[15]